# Patricia MacLachlan
Patricia Marie MacLachlan (Cheyenne, 3 de março de 1938 – Williamsburg, 31 de março de 2022) foi uma professora e escritora infantil estadunidense. Conquistou a Medalha Newbery pelo livro Sarah, Plain and Tall.

## Biografia

### Primeiros anos e formação acadêmica
MacLachlan nasceu na cidade de Cheyenne, no interior do estado de Wyoming, no ano de 1938, sendo filha de um casal de professores. Seu pai, Philo, foi professor de filosofia da educação e sua mãe, Madonna foi uma professora de língua inglesa - tornando-se posteriormente dona de casa.
Seus pais mudaram para Rochester, em Minnesota quando Patricia tinha cinco anos de idade. Formou-se bacharel em Letras no ano de 1962 pela Universidade de Connecticut.

### Carreira

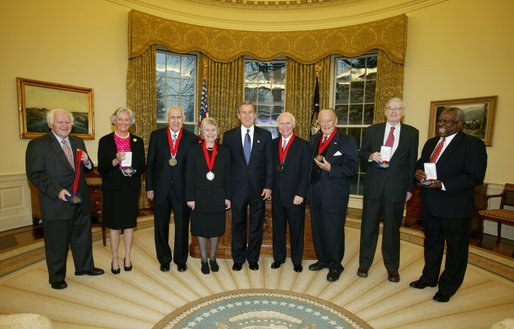
Da esquerda p/ direita: Joseph McDade, Ellen Walton, Donald Kagan, Patricia MacLachlan, Bush, Brian Lamb, Art Linkletter, Frank Cory e Clarence Thomas no Salão Oval em 2003.

Durante dezesseis anos, entre o período de 1963 e 1979, atuou como professora de língua inglesa na Bennett Junior High School, na cidade de Manchester.
Após seus filhos começarem a frequentar a escola, aos trinta e cinco anos de idade, MacLachlan começou a dedicar-se a literatura. Seu primeiro livro foi publicano no ano de 1979, sendo a obra infantil The Sick Day que foi publicada pela editora Pantheon Books na cidade de Nova Iorque.
Seis anos depois, foi agraciada com a Medalha Newbery pelo livro Sarah, Plain and Tall. O livro foi adaptado para um telefilme de mesmo nome, estrelado por Glenn Close e Christopher Walken. Na produção do filme, Patricia atuou como uma das roteiristas. No ano de 1993, a adaptação televisiva ganhou uma sequência intitulada Skylark.
Após a sequência de adaptações para a televisão baseado na obra Sarah, Plain and Tall, outras duas obras de MacLachlan ganharam adaptação no formato telefilme. Publicado no ano de 1991, Journey ganhou uma versão de telefilme no ano de 1995 estrelado por Jason Robards e Brenda Fricker sendo exibida pela emissora estadunidense CBS. No ano de 2000, o livro Baby  – publicado em 1995 – tornou-se um telefilme produzido e exibido pela TNT em longa estrelado por Farrah Fawcett, Keith Carradine e Alison Pill.
Durante sua carreira, escreveu mais de sessenta livros infantis. Em uma fase de sua carreira, passou a trabalhar com sua filha, Emily MacLachlan Charest na elaboração de livros ilustrados. Entre as obras frutas da parceria estão Once I Ate a Pie (2006), Fiona Loves the Night (2007), I Didn't Do It (2010), Cat Talk (2013) e Little Robot Alone (2018). Por sua contribuição a literatura foi agraciada com a Medalha Nacional de Humanidades em cerimônia com a presença do presidente dos Estados Unidos, George W. Bush.
Foi membro do conselho da National Children's Book and Literacy Alliance, uma organização nacional sem fins lucrativos que defende ativamente a alfabetização, a literatura e as bibliotecas.

## Vida pessoal
Patricia casou-se com Robert MacLachlan em 1962. Conheceram-se enquanto ela estudava na Universidade de Connecticut e permaneceram casados até sua morte no ano de 2015. Juntos, tiveram três filhos: John, Emily e Jamison.

### Morte
Morreu em sua residência, em Williamsburg no estado de Massachusetts, aos oitenta e quatros anos de idade.

### Romances
Série "Sarah, Plain and Tall"
- Sarah, Plain and Tall (abril de 1985) — Vencedora da Medalha Newbery de 1986.
- Skylark (março de 1994) ISBN 978-0-06-023328-0
- Caleb's Story (outubro de 2001) ISBN 978-0-06-023606-9
- More Perfect Than the Moon (2004) ISBN 978-0-06-027558-7
- Grandfather's Dance (2009) ISBN 978-1-4178-1868-6

### Outros
- Arthur, for the Very First Time (1980) ISBN 978-0-06-024045-5
- Through Grandpa's Eyes (março de 1980) ISBN 978-0-06-024043-1
- Mama One, Mama Two (1982) ISBN 978-0-06-024082-0
- Tomorrow's Wizard (1982) ISBN 978-0-06-024074-5
- Cassie Binegar (outubro de 1982) ISBN 978-0-06-024034-9
- Seven Kisses in a Row (março de 1983) ISBN 978-0-06-024084-4
- Unclaimed Treasures (julho de 1987) ISBN 978-0-8124-8529-5
- The Facts and Fictions of Minna Pratt (julho de 1988) ISBN 978-0-06-024117-9
- Journey (setembro de 1991) ISBN 978-0-385-30427-6
- Three Names (setembro de 1991) ISBN 978-0-06-443360-0
- Baby (outubro de 1993) ISBN 978-0-385-31133-5
- All the Places to Love (maio de 1994) ISBN 978-0-06-021098-4
- What You Know First (setembro de 1995) ISBN 978-0-06-024413-2
- The Sick Day (abril de 2001) ISBN 978-0-385-90007-2
- Edward's Eyes (agosto de 2007) ISBN 978-1-4391-5664-3
- True Gift: A Christmas Story (outubro de 2009) ISBN 978-1-4391-5617-9
- Before You Came (2011) ISBN 978-0-06-051234-7
- Cat Talk (2013) ISBN 978-0-06-027979-0 (ilustrado por Barry Moser)
- Nora's Chicks (2013) ISBN 978-0-7636-4753-7 (ilustrado por Kathryn Brown)
- The Iridescence of Birds: A Book About Henri Matisse (outubro de 2014) ISBN 978-1-59643-948-1
- The Truth of Me (janeiro de 2015) ISBN 978-0-06-199861-4
- Poets Dog (setembro de 2018) ISBN 978-0-06-229265-0
- Wondrous Rex (março de 2020) ISBN 978-0-06-294102-2[23]
- Waiting for Magic (setembro de 2012) ISBN 978-1-4169-2746-4
- White Fur Flying (abril de 2018) ISBN 978-1-4169-2746-4
- Dream Within a Dream (junho de 2020) ISBN 978-1-5344-2959-8
- My Life Begins (2022)
- Snow Horses: A First Night Story (novembro de 2022) ISBN 1-5344-7355-6 or ISBN 978-1-5344-7355-3

### No Brasil
- Minha Amiga Terra, VR Editora, 2020.[24]